# Медресе Мирзо Убайд
Медресе Мирзо Убайд (узб. Mirzo Ubayd madrasasi) — утраченное здание медресе в Бухаре (Узбекистан), построенное в XVIII веке в махалле Мирзо Убайдулла.

## История
Медресе Мирзо Убайд было построено в махалле Мирзо Убайдулла, по инициативе Мирза Убайд ибн Мирза Неъмат в XVIII веке, во время правления узбекской династии мангыты. Махалля Мирзо Убайдулла ранее называлась Бобойи-аль и Чор караван-сарай.
Исследователь исламской архитектуры Бухары Абдусаттор Джуманазаров, изучив ряд учредительных документов, касающихся медресе, собрал некоторые сведения об истории медресе. В частности в вакфных документах написано, что медресе построил Мирза Убайд ибн Мирза Неъмат, который был официально оформлен в 1780 году. В документе о пожертвовании Мирза Убайд ибн Мирза Неъмат передает в дар 40 танобов (стандартный участок земли размером в 60 гектар) земли за пределами Джойбори в Пойруде, перед районом Мирджан Кели. Главой медресе был назначен его сын Мирза Файз. В другим документах, найдено ещё два пожертвования, связанных с медресе Мирзо Убайд. В этих же документах содержатся сведения о мударрисах, работавших в медресе. В документе упоминается мударрис по имени мулла Лутфуллох. В другом документе упоминаются имена студентов по имени Сайидходжа Хоканди и Мирзаходжа Бадахши.
По словам востоковеда Ольги Сухаревой, рядом с мечетью в махалле находится могила Мирзо Убайда. Садри Зия писал, что в медресе было 15 комнат и построено оно в среднеазиатском архитектурном стиле из традиционных материалов.